# Parafia św. Antoniego z Padwy w Katowicach-Dąbrówce Małej

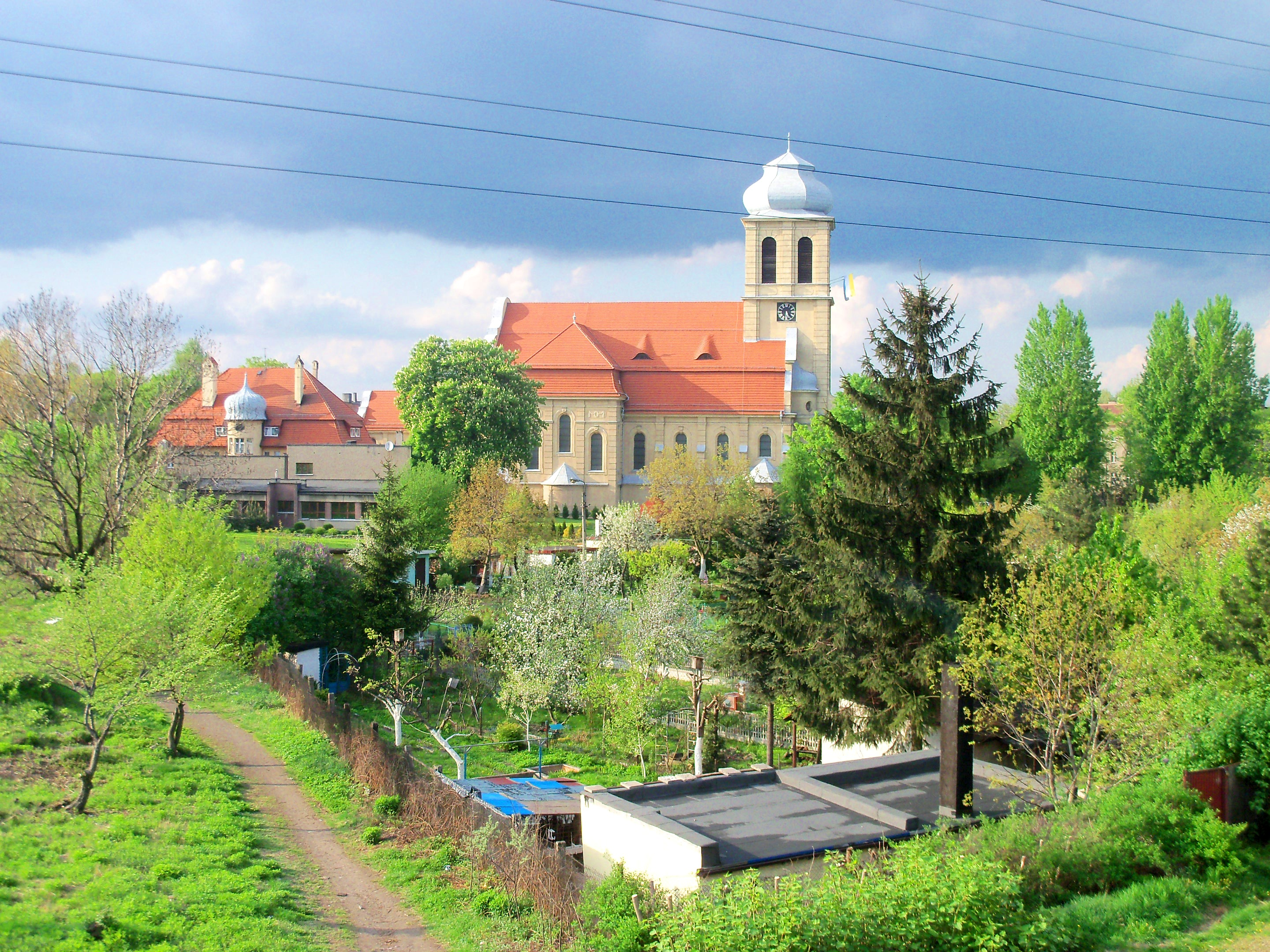
Widok kościoła z alei Walentego Roździeńskiego

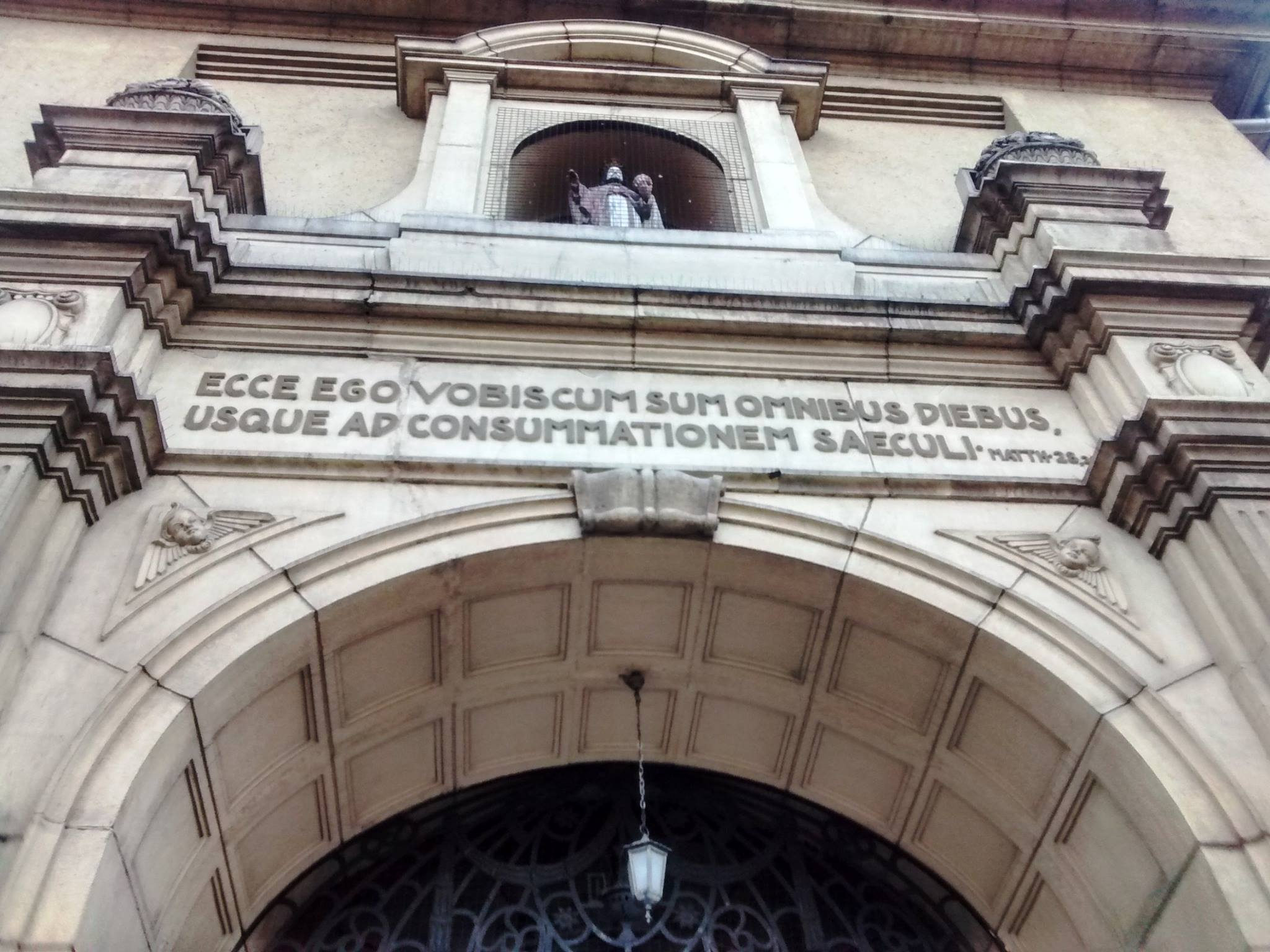
Napis nad wejściem głównym do świątyni

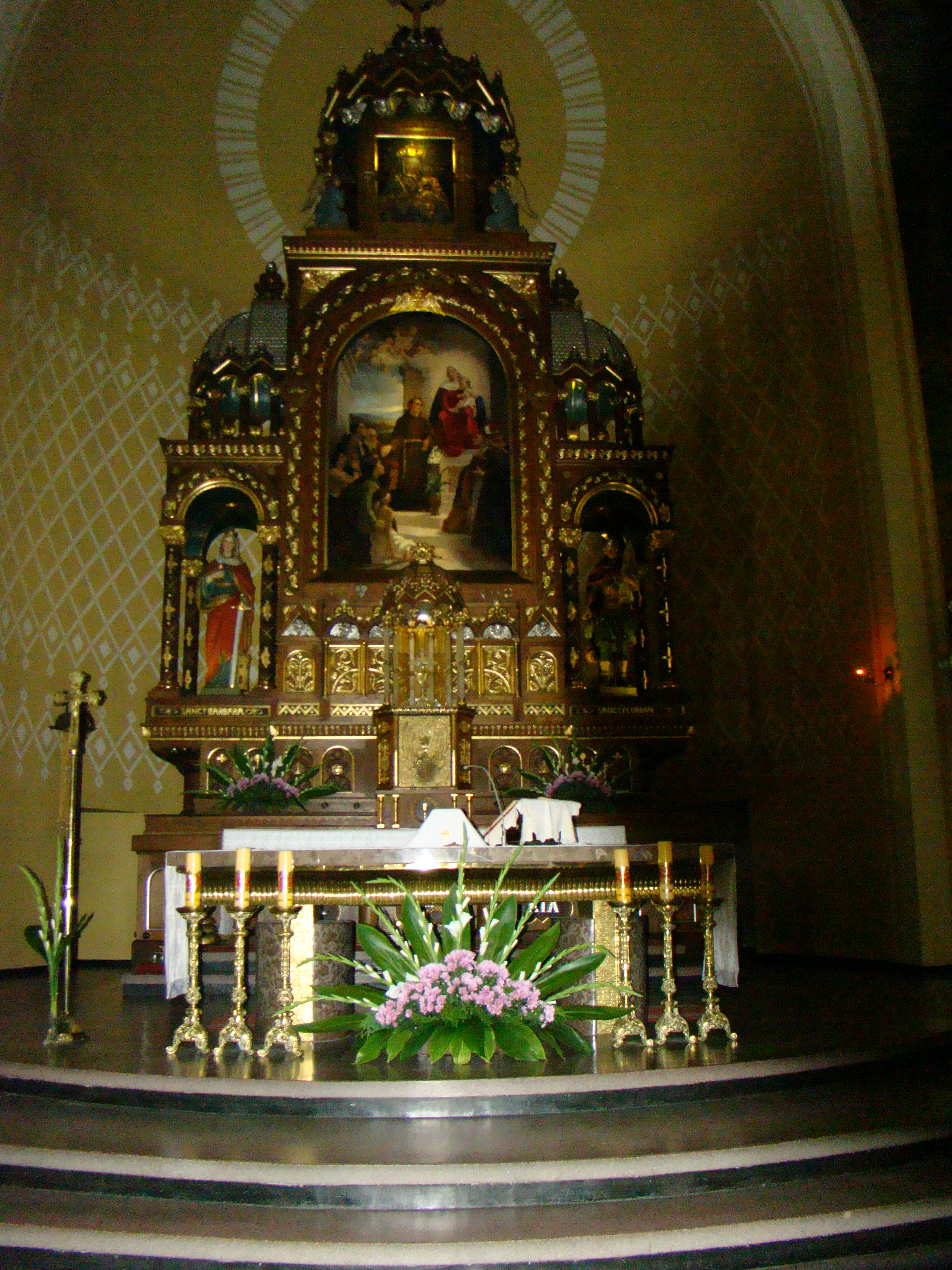
Ołtarz główny

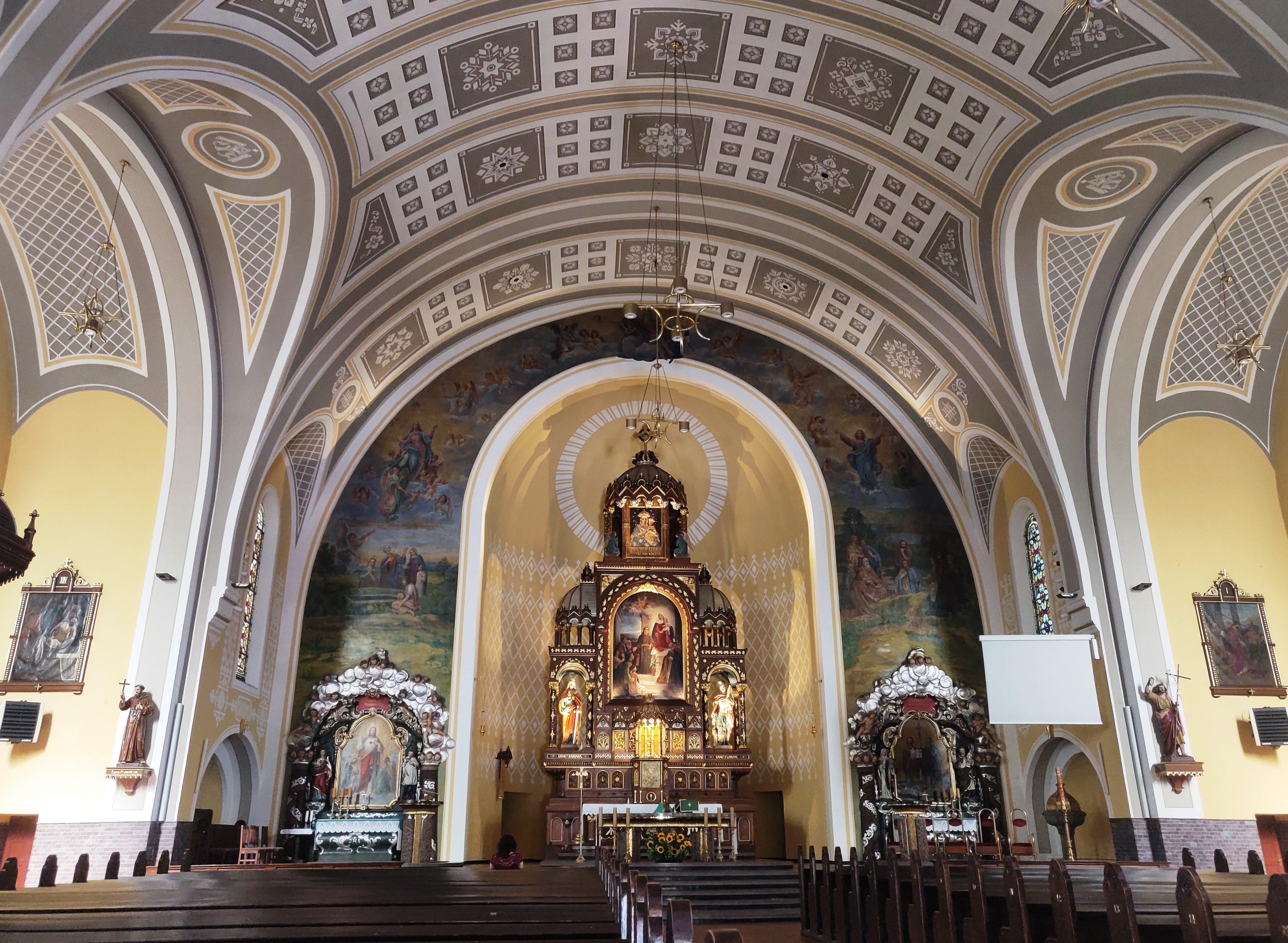
Ołtarz główny

Parafia św. Antoniego z Padwy – rzymskokatolicka parafia znajdująca się w Katowicach, w dzielnicy Dąbrówka Mała. Parafia należy do archidiecezji katowickiej i dekanatu Katowice-Bogucice.
Powstała 1 kwietnia 1911 r.

## Historia
Parafia i kościół powstały w dużej mierze dzięki staraniom ks. Ludwika Skowronka z parafii w Bogucicach.
- 1907−1912 − budowa kościoła według projektu J. F. Klompa z Dortmundu[3]
- 1 kwietnia 1911 − powołanie parafii w Dąbrówce Małej
- 17 listopada 1912 − poświęcenie kościoła przez ks. Schmidta[4]
- 1913 − poświęcenie cmentarza parafialnego przy ul. gen. Henryka Le Ronda
- 1914 − umieszczenie organów na chórze kościelnym
- 1916 − założenie przy parafii klasztoru sióstr św. Jadwigi
- 1925 − wybudowanie Domu Parafialnego
- 4 listopada 1934 − konsekracja kościoła przez bp Teofila Bromboszcza[3]
- 10 sierpnia 1948 − zniszczenie podczas wichury części kopuły na wieży kościelnej[5]
- 1993 − początek wydawania gazetki parafialnej Posłaniec Świętego Antoniego[3]
- 2002 − 90-lecie kościoła

## Budynek kościoła
Kościół posiada trójnawową konstrukcję o bazylikowym charakterze. Wybudowany został w stylu neobarokowym z elementami modernizmu.
Neoromański ołtarz główny został wykonany przez rzeźbiarza Henryka Mrowca (około 1912 r.) w drewnie dębowym, z alabastrowymi ozdobami, stopami metali i licznymi złoceniami. W dolnej części znajduje się symetryczna względem tabernakulum dekoracja, główną częścią ołtarza jest obraz „Madonna ze Św. Antonim” (wykonany przez malarza Kowalskiego w latach 1910−1912). Całość wieńczy obraz Matki Bożej Boguckiej z kopułowym baldachimem, usytuowany nad głównym obrazem. Po bokach ustawione są dwie pełnoplastyczne rzeźby: św. Barbary – patronki górników i św. Floriana.
W lewej części prezbiterium znajduje się neobarokowy ołtarz boczny (proj. Hans Schlicht, wykonany przez M. Laua z Wrocławia w 1916 r.). Całość jest udekorowana rokokowym ornamentem z brązowymi arkadami. Na lewym boku mensy wyryty jest napis: Bildhauer/R. LAU/Breslau. W kościele znajdują się także cztery zabytkowe neoromańskie konfesjonały z około 1912 r. Malowidła ścienne wykonał malarz Pawlikowski w latach 1933−1934. 
W latach 80. XX w. przebudowano prezbiterium.
30 grudnia 1994 r. budynek kościoła został wpisany do rejestru zabytków (nr A/1558/94).
W latach 1998−2002 odbył się szereg remontów kościoła: kapitalny remont dachu, tynków i probostwa, nowa elewacja, wyremontowanie organów, odnowienie ołtarza głównego i ołtarzy bocznych oraz starej ambony. W kościele znajduje się tablica upamiętniająca obywateli Dąbrówki Małej, poległych w czasie I wojny światowej i w czasie walk o niepodległość Polski.

## Tablice pamiątkowe
W kościele św. Antoniego znajdują się następujące tablice pamiątkowe:
- tablica upamiętniająca obywateli Dąbrówki Małej, poległych w czasie I wojny światowej oraz w czasie walk o niepodległość Polski; jest to lista nazwisk poległych;
- tablica upamiętniająca księdza Wawrzyńca Puchera, w latach 1912−1924 proboszcza parafii;
- tablica upamiętniająca księdza Stefana Kwiecińskiego, w latach 1962−1975 proboszcza parafii;
- tablica upamiętniająca księdza kan. doktora Maksymiliana Wojtasa, w latach 1931−1962 proboszcza parafii;
- tablica upamiętniająca księdza kan. doktora Maksymiliana Wojtasa, w latach 1931−1962 proboszcza parafii; tablica została ufundowana przez parafian; odsłonięto ją w rocznicę zgonu księdza.

## Relikwie
W kościele znajdują się relikwiarze z relikwiami:
- patrona parafii –  św. Antoniego
- św. Krzyża

W kaplicy Matki Boskiej Bolesnej:
- św. Franciszka;
- św. Klary;
- św. Stanisława Kostki;
- św. Kamila;
- św. Papieża Piusa X;
- św. Bronisławy.

W ołtarzu:
- św. Tymoteusza;
- św. Modestiny.

## Proboszczowie
- Ks. Wawrzyniec Pucher (1912–1924) (poświęcono mu tablicę pamiątkową w kościele)
- Ks. Jan Koziołek (1924–1931)
- Ks. Kanonik Maksymilian Wojtas (1931–1962) (poświęcono mu tablicę pamiątkową w kościele)
- Ks. Stefan Kwieciński (1962–1975) (poświęcono mu tablicę pamiątkową w kościele)
- Ks. Bernard Rottau (1975–2003)
- Ks. Andrzej Noras (od 2003) (dziekan dekanatu Katowice-Bogucice)

## Grupy parafialne
- Dzieci Maryi
- Eucharystyczny Ruch Młodych
- Katolickie Stowarzyszenie Młodzieży
- Ministranci
- Ruch Światło-Życie
- Papieskie Dzieło Misyjne Dzieci
- Żywy Różaniec
- Grupa Jana Pawła II
- Oaza Dorosłych
- Schola,
- III Zakon Świętego Franciszka